# Campeonato Uruguayo de Primera División "B" 1942
El Campeonato Uruguayo de Primera División "B" de 1942 fue la primera edición del torneo de segunda categoría profesional del fútbol de Uruguay.

## Contexto
La Primera División "B" fue fundada en 1942 como la segunda categoría profesional del fútbol uruguayo, luego que se instalara el profesionalismo en 1932. Desde entonces solo existía una sola categoría profesional y la segunda categoría era de carácter amateur (la "Intermedia") y no otorgaba un ascenso directo a Primera División, sino que había que enfrentar un "repechaje" ante el último equipo de la máxima categoría, que generalmente resultó en triunfo del equipo de la categoría mayor. 
Los ocho equipos fundadores de la competencia fueron: Bella Vista (que había descendido el año anterior), Cerro, Colón, Miramar, Misiones, Progreso, San Carlos y Wilson.

## Posiciones
| Pos. | Equipo      | Pts. | PJ | PG | PE | PP | GF | GC | Dif. |
| ---- | ----------- | ---- | -- | -- | -- | -- | -- | -- | ---- |
| 1°   | Miramar     | 21   | 14 | 8  | 5  | 1  | 28 | 14 | +14  |
| 2°   | Progreso    | 19   | 14 | 7  | 5  | 2  | 22 | 15 | +7   |
| 3°   | Bella Vista | 18   | 14 | 7  | 4  | 3  | 29 | 10 | +19  |
| 4°   | Cerro       | 17   | 14 | 7  | 3  | 4  | 25 | 14 | +11  |
| 5°   | Wilson      | 12   | 14 | 5  | 2  | 7  | 18 | 25 | -7   |
| 6°   | Colón       | 10   | 14 | 3  | 4  | 7  | 14 | 20 | -6   |
| 7°   | San Carlos  | 9    | 14 | 3  | 3  | 8  | 9  | 25 | -16  |
| 8°   | Misiones    | 6    | 14 | 1  | 4  | 9  | 8  | 30 | -22  |

|  | Ascenso a Primera División |
|  | Descenso a Intermedia      |